# Жирновський район
Жирновський район (рос. Жирновский район) — муніципальне утворення у Волгоградській області.
Розташований на території українського історичного та культурного краю Жовтий Клин.